# Чемпіонат світу з трекових велоперегонів 1922
Чемпіонат світу з трекових велоперегонів 1922 проходив в двох містах. З 28 липня по 7 серпня 1922 року в Ліверпулі, Велика Британія пройшли кваліфікаційні заїзди та фінал спринту серед аматорів. Через несприятливу погоду фінали серед професіоналів провели 17 вересня в Парижі, Франція. 

## Медалісти

### Чоловіки
Професіонали
| Дисципліна       | Золото            | Срібло       | Бронза         |
| Спринт           | Піт Москопс       | Роберт Спірс | Алоїс де Ґраве |
| Гонка за лідером | Леон Вандерштуйфт | Пауль Сутер  | Гюстав Ґане    |

Аматори
| Дисципліна | Золото        | Срібло       | Бронза         |
| Спринт     | Томас Джонсон | Моріс Петерс | Вільям Ормстон |

## Загальний медальний залік
| Місце  | Країна          | Золото | Срібло | Бронза | Загалом |
| ------ | --------------- | ------ | ------ | ------ | ------- |
| 1      | Нідерланди      | 1      | 1      |        | 2       |
| 2      | Бельгія         | 1      |        | 1      | 2       |
| 2      | Велика Британія | 1      |        | 1      | 2       |
| 4      | Швейцарія       |        | 1      |        | 1       |
| 4      | Австралія       |        | 1      |        | 1       |
| 5      | Франція         |        |        | 1      | 1       |
| Всього | Всього          | 3      | 3      | 3      | 9       |